# ネット銀行
ネット銀行（ネットぎんこう）は、インターネットや電話などの通信端末を介した取り引きに特化した普通銀行である。新たな形態の銀行のうち「インターネット上でのみサービスの提供を行う銀行」に該当する。しばしば、インターネット銀行やインターネット専業銀行とも略される。

## 概要
インターネット専業であるため、実在の店舗は全く無いか、有っても最小限である。そのため、人件費や店舗運営コストを低く抑えることが出来、その分手数料を安くしたり預金金利を高くする銀行が多い。
一般的な銀行と同じように普通預金や定期預金などの預金を取り扱うが、融資を扱わなかったり小切手などの証券類の振り出しや受け入れを行わないなど、従来の銀行とは大きく異なる部分もある。また、口座番号・名義人名ではなく電話番号やメールアドレスでの振込や目的により口座を分けることが出来る目的別口座などのユニークなサービスやスマートフォンでの取引に特化している銀行もある。

## 日本におけるネット銀行
金融庁の分類では「新たな形態の銀行」のうち「インターネット上でのみサービスの提供を行う銀行」に入る。

### 銀行の一覧
営業している銀行は以下の通りである。多くのネット銀行はグループ内に証券会社を持っており、ネット銀行口座と証券口座の連携ができる。国庫金の振込（例えば国税の還付金）の受け取りやPay-easyは、一部の銀行でのみ可能である。Pay-easyに対応していても、全てのネット銀行がe-TaxおよびeLTAX、eL-QRのダイレクト納付に対応していない。
| 統一金融機関コード | 名称                  | 筆頭株主                             | グループ内の 証券会社 （太字は口座連携 サービスあり） | キャッシュカード | ブランド デビット | スマホATM | バーチャル デビット | 国庫金の 受け取り | Pay-easy | 他業種企業 との提携口座 | 備考 |
| ------------------ | --------------------- | ------------------------------------ | ----------------------------------------------------- | ---------------- | ----------------- | --------- | ------------------- | ----------------- | -------- | --- | --- |
| 0033               | PayPay銀行            | PayPay 三井住友銀行                  | PayPay証券 LINE証券                                   | ◎                | V                 | ○         | V                   | ○                 | ○        | | 前身のジャパンネット銀行は国内初のネット銀行。 バーチャルブランドデビットの提供あり。                                          |
| 0035               | ソニー銀行            | ソニーFG                             | なし                                                  | ◎                | V                 | ×         | ×                   | ○                 | ×        | | |
| 0036               | 楽天銀行              | 楽天グループ                         | 楽天証券                                              | ◎                | V/M/J             | ×         | ×                   | ○                 | ○        | ビューカード 第一生命保険 他 | 旧・イーバンク銀行 口座数・預金残高ネット銀行首位（約1683万口座、11兆4,763億円 2025年3月31日現在）。                           |
| 0038               | 住信SBIネット銀行     | SBIホールディングス 三井住友信託銀行 | SBI証券 SBIネオトレード証券                           | ◎                | V/M               | ○         | M                   | ○                 | ◯        | 日本航空グループ CCCMKホールディングス ヤマダデンキ SBIレミット 髙島屋 第一生命保険 京王パスポートクラブ 三井住友信託銀行 松井証券 ライブドア 中部電力ミライズ 他 | バーチャルブランドデビットの提供あり。                                                                                         |
| 0039               | auじぶん銀行          | auフィナンシャルHD                   | なし                                                  | ○                | -                 | ○         | J                   | ○                 | ×        | | 旧・じぶん銀行 バーチャルブランドデビットの提供あり。                                                                          |
| 0041               | 大和ネクスト銀行      | 大和証券グループ本社                 | 大和証券 大和コネクト証券                             | ×                | -                 | -         | ×                   | ×                 | ×        | | 旧・大和銀行（現・りそな銀行）とは無関係。                                                                                     |
| 0043               | みんなの銀行          | ふくおかFG                           | FFG証券                                               | ◎                | J                 | ○         | J                   | ○                 | ×        | パーソルホールディングス ユナイテッド・スーパーマーケット・ホールディングス イーデザイン損害保険 外為どっとコム 丸善ジュンク堂書店 他                             | 「スマホ完結のデジタルバンク」を標榜しており、パソコンのウェブブラウザからの利用は不可。バーチャルブランドデビットの提供あり。 |
| 0044               | UI銀行                | 東京きらぼしFG                       | きらぼしライフデザイン証券                            | ○                | -                 | ○         | ×                   | ×                 | ○        | | 「スマホ専用銀行」を標榜しており、パソコンのウェブブラウザからの利用は不可。                                                   |
| 0310               | GMOあおぞらネット銀行 | あおぞら銀行                         | あおぞら投信 GMOクリック証券                          | ◎                | V/M               | ○         | ×                   | ○                 | ◯        | 岡三証券他 | 旧・あおぞら信託銀行 2018年、信託銀行からネット銀行に転換。                                                                    |

※キャッシュカードの◎は、ブランドデビットの提供あり。
※ブランドデビット・バーチャルデビットのVはVISA、MはMasterCard、Jはジェーシービーが提供される。
その他「新たな形態の銀行」のうち「コンビニ等の店舗網にATMを設置し主に決済サービスの提供を行う銀行」は新たな形態の銀行を参照。

### 無通帳取引
取り引きにおいては、振込や振替などはネットバンキングやテレフォンサービスを利用し、現金の取り扱いにはキャッシュカードと提携のATMを使う。設立当初から預金通帳を発行せず、インターネット（ウェブサイト）での「ウェブ上の入出金明細」や紙による取引明細書（ステートメント）に代えている。取引明細書の送付は有料とするところが多い。
ウェブサイトでの取引照会では、取り引きの流れがサイト画面に表示されるだけのところもあれば、Microsoft Moneyにデータをダウンロードできるところ、またCSVファイルやPDFファイルのような電子媒体で提供するところがある。ごく一部のネット銀行ではネット通帳やWeb通帳と呼んでいるが、利用者にも理解出来るようサービス名として固有名詞的に呼んでいるだけで、実物の冊子式ではないので一般的に通帳とは呼ばない。取引明細書いわばステートメントも通帳とは呼ばない。
インターネットが普及する前から、旧郵政省時代の郵便振替口座やシティバンクN.A.では通帳を発行しておらず、都市銀行や地方銀行の法人取引においても、企業側はファームバンキングと呼ばれるシステムでの取り引きでは通帳が発行されず入出金明細を出力することがあったので、無通帳取引自体が新たな形態の取り引きというわけではない。

### 入出金とATM
店舗がないか、あっても極わずかで自前のATMが少ないため、他の銀行やコンビニATMでの入出金となる。基本的に出金（引き出し）だけでなく入金（預け入れ）にも手数料がかかるが、一定の条件を満たせば回数限定で無料になることがある。提携ATM機器の不具合により、ATM内にキャッシュカードが閉じこめられてしまった場合は、使用者の過失がない場合でも「提携先ATMで拾得された場合」とされ、再発行手数料が必要なところもある。
| 銀行                  | セブン銀行 | イーネット | ローソン銀行 | ゆうちょ銀行 | イオン銀行 | 三菱UFJ銀行 | 三井住友銀行 | みずほ銀行 | きらぼし銀行 | ビューアルッテ | PatSat |
| --------------------- | --- | --- | --- | --- | --- | --- | --- | --- | --- | --- | --- |
| PayPay銀行            | ○ | ○ | ○ | ○ | ○ | × | ○ | × | × | × | × |
| ソニー銀行            | ○ | ○ | ○ | ○ | ○ | ○ | ○ | × | × | × | × |
| 楽天銀行              | ○ | ○ | ○ | ○ | ○ | ○ | × | ○ | × | ○ | ○ |
| 住信SBIネット銀行     | ○ | ○ | ○ | ○ | ○ | × | × | × | × | ○→× | × |
| auじぶん銀行          | ○ | ○ | ○ | ○ | ○ | ○ | × | × | × | × | × |
| 大和ネクスト銀行      | キャッシュカードを発行しないが、大和証券口座経由でATMを利用可能。ただし、開業初期に証券口座と紐付けずに口座開設した場合は、この限りではない。 | キャッシュカードを発行しないが、大和証券口座経由でATMを利用可能。ただし、開業初期に証券口座と紐付けずに口座開設した場合は、この限りではない。 | キャッシュカードを発行しないが、大和証券口座経由でATMを利用可能。ただし、開業初期に証券口座と紐付けずに口座開設した場合は、この限りではない。 | キャッシュカードを発行しないが、大和証券口座経由でATMを利用可能。ただし、開業初期に証券口座と紐付けずに口座開設した場合は、この限りではない。 | キャッシュカードを発行しないが、大和証券口座経由でATMを利用可能。ただし、開業初期に証券口座と紐付けずに口座開設した場合は、この限りではない。 | キャッシュカードを発行しないが、大和証券口座経由でATMを利用可能。ただし、開業初期に証券口座と紐付けずに口座開設した場合は、この限りではない。 | キャッシュカードを発行しないが、大和証券口座経由でATMを利用可能。ただし、開業初期に証券口座と紐付けずに口座開設した場合は、この限りではない。 | キャッシュカードを発行しないが、大和証券口座経由でATMを利用可能。ただし、開業初期に証券口座と紐付けずに口座開設した場合は、この限りではない。 | キャッシュカードを発行しないが、大和証券口座経由でATMを利用可能。ただし、開業初期に証券口座と紐付けずに口座開設した場合は、この限りではない。 | キャッシュカードを発行しないが、大和証券口座経由でATMを利用可能。ただし、開業初期に証券口座と紐付けずに口座開設した場合は、この限りではない。 | キャッシュカードを発行しないが、大和証券口座経由でATMを利用可能。ただし、開業初期に証券口座と紐付けずに口座開設した場合は、この限りではない。 |
| みんなの銀行          | ○ | × | × | × | × | × | × | × | × | × | × |
| UI銀行                | ○ | ◯ | ◯ | ○ | × | × | × | × | 〇 | × | × |
| GMOあおぞらネット銀行 | ○ | × | × | ○ | ○ | × | × | × | × | × | × |

下記のように、キャッシュカードが発行されないケースを含め、スマホATMを利用して、キャッシュカードレスで取引できるケースも有る。
| 銀行                  | セブン銀行 | ローソン銀行 | ゆうちょ銀行 |
| --------------------- | ---------- | ------------ | ------------ |
| PayPay銀行            | ○          | ○            | ×            |
| ソニー銀行            | 使用不可   | 使用不可     | 使用不可     |
| 楽天銀行              | 使用不可   | 使用不可     | 使用不可     |
| 住信SBIネット銀行     | ○          | ○            | ×            |
| auじぶん銀行          | ○          | ○            | ×            |
| 大和ネクスト銀行      | 使用不可   | 使用不可     | 使用不可     |
| みんなの銀行          | ○          | ×            | ×            |
| UI銀行                | ○          | ◯            | ×            |
| GMOあおぞらネット銀行 | ○          | ×            | ×            |

### 振込
一般的な銀行にはない振込サービスを提供しているネット銀行があるが、提供していない銀行もある。
ユニークなサービス例として、銀行名や口座番号を入力せず、携帯電話番号やメールアドレスやURLと相手の口座名義だけで同じ銀行の受取人に送金できるサービスがある（一部他行宛振込可）。なお受取人は一定のPC・ケータイ操作が必要。
同じ銀行間の振り込みにおいては、店舗での営業時間外に振込んでも、その日のうちに同じ銀行の振込相手の口座に入金（着金）できる銀行がある。これは、日にち・時間限定稼動の全銀システムを通さず、自行システム内だけで処理するためである。
振込手数料は全体的に安めであり、中には自行間のみならず、他行宛てでも一定の条件下かつ回数限定で手数料を無料としているところがある。

### 口座振替
※すべてのネット銀行で扱っているわけではない。
設立当初は口座振替（自動引落）はできなかったが、近年は公共料金以外はできるようになって来ている。ネット銀行の中には印鑑届出不要の銀行口座があるが、その場合は口座振替依頼書にはサインまたは任意の印鑑を捺印し、銀行と預金者の間でメールやURL、パスワードなどで本人確認を行い、引落設定手続きを行う。また、口座振替依頼書を使わずオンラインだけの手続きで完結するものもある。
上記の他に口座振替のシステムを利用した即時決済サービスがある。ネット通販の支払いや証券口座などへの資金移動に使うことができる。24時間対応しており、利用には銀行口座のパスワードが必要になるので、勝手に引き落とされることはない。

### 金融商品・サービス
※すべてのネット銀行で扱っているわけではない。
- 外貨預金を取り扱っている銀行があり、都市銀行や地方銀行に比べ、為替手数料は割安で金利は高めである。しかしFX（外国為替証拠金取引）よりも手数料は高く金利も低い。なお、FXを扱っているネット銀行もある。
- 仕組預金を扱っている銀行があるが、リスクのある商品であり、商品説明をしっかり理解しリスク大きさを承知して納得したうえで預けなければならない。
- 投資信託については、ネット銀行が直接販売する場合と、金融商品仲介として証券会社に取り次ぐ場合がある。
- 保険については、保険代理店となって生命保険と損害保険を販売しているネット銀行がある。なお、保険の見積もりにとどめている銀行もある。
- ローンについては、法人融資が弱いため個人向けローンに力を入れているネット銀行がある。カードローンのみならず、目的ローン、おまとめローンや住宅ローンまで取り扱っている銀行もある。
- スポーツ振興くじ（サッカーくじ、toto）の販売や、競馬や競輪など公営競技への投票、振込・入金処理を取り扱っているネット銀行がある。
- 数字選択式宝くじ（ナンバーズ、ロト6、ロト7）を取り扱っているネット銀行がある。
- 決済用預金（預金保険により破綻時に全額保護される預金）を扱っているのは、PayPay銀行[18]とGMOあおぞらネット銀行[19]。

### 開業を予定している銀行
池田泉州ホールディングス
2023年3月、池田泉州ホールディングスがネット銀行の参入を検討していることを明らかにした。実現すれば、みんなの銀行やUI銀行に次いで、地銀系としては3社目の参入となる見通し。
2024年2月1日付で、準備会社である、ゼロワンバンク設立準備株式会社を設立。その後、勘定系システムを自前で用意せず、開業時には、GMOあおぞらネット銀行のBaaSの基盤上で運営する予定であることを明らかにした。
2025年2月28日付で銀行業免許が授与され、同日付で株式会社01銀行（本店・大阪府吹田市）に改称し、開業に向けて大詰めとなっている。

### 参入が検討されている銀行
NTTグループ
本体での新規参入が検討されている。後述のドコモの方針に併せて、NTT本体がSBIホールディングスへの出資を明らかにし、多方面から検討が行われる予定。
NTTドコモ
携帯電話事業者グループとしては唯一銀行業に参入していない（三菱UFJ銀行やスルガ銀行Dバンク支店dポイントクラブ応援バンクなど、dポイント利用者優遇を提供している金融機関はある）事から、2024年に新規開業もしくは既存の銀行の買収を含めた参入の検討を明らかにし、翌年5月に、住信SBIネット銀行の三井住友信託銀行保有分を除いて公開買付を行って連結子会社とする方針を明らかにした。
MUFG
KDDIグループと合弁だったauじぶん銀行がauFH傘下となり、MUFG持分法適用会社からも外れていることから、2026年度下半期を目処にMUFGが新たに銀行の設立を検討している。

### かつて参入が検討された銀行

#### 既存銀行の転換に変更したもの
LINEヤフー（ヤフー旧法人時代）
2006年2月23日、ヤフー（現在のLINEヤフー）は、あおぞら信託銀行（現・GMOあおぞらネット銀行）との提携により、同行の業態転換を含めたネット専業銀行を共同で立ち上げる方向で業務提携を発表した。しかし提携は後に解消された。その後、ジャパンネット銀行（現・PayPay銀行）の新株発行の過半をヤフーが引き受けることになり、同行を子会社とする金融持株会社を設立し、ヤフーが筆頭株主となる方向で話が進んだものの、しばらく進展がなかった。しかし2014年4月、ようやくヤフーが所有する優先株を普通株に転換することになり、ヤフーが三井住友銀行と共にジャパンネット銀行（当時）の筆頭株主となった。その後、PayPay銀行に改称し、LINEヤフーの持分は、グループのPayPayに移行される事になった。
楽天（現在の楽天グループ）
楽天（現在の楽天グループ）は、独自の銀行開業を前提として、当時の東京都民銀行との協業により、東京都民銀行楽天支店（楽天バンク@TTB）を開設し、将来の独立を目指して、既存店と楽天支店の勘定系システムを別に構築していたが、既存のイーバンク銀行を買収することになり、東京都民銀行楽天支店の勘定をイーバンク銀行に譲渡（イーバンク銀行に既存口座がある場合はその口座に残高を移行。ない場合はイーバンク銀行に自動口座開設されて移管）し、その後イーバンク銀行は、現在の楽天銀行に改称した。

#### 開業もしくは法人設立ができなかったもの
フルキャストホールディングス
2005年7月25日付で、フルキャストホールディングス（当時は、持株会社化する前のフルキャスト旧法人）の完全子会社として、銀行設立準備会社「株式会社フルキャストパートナーズ」の設立を発表。若年層向けの個人向けサービスや中小企業・ベンチャー企業向け融資を主力とした銀行設立の構想を発表し、翌年度中の開業を目指していた。業態としてはインターネット専業銀行とする銀行と日本振興銀行や新銀行東京のような中小企業融資主体銀行の中間に位置するものを構想していた。開業に当たり、銀行法上の主要株主は持たず、フルキャストグループとのパートナー企業によるコンソシアム型で株主を集める方針としてきたが、2006年1月23日付で、既存の銀行の収益回復などの要因もあり、予定した銀行の収益基盤の確立に不確実性が増したことと、個人向け事業については当時のフルキャストファイナンス（後のフォーメイト）の事業によってある程度カバー可能であったことを理由に、結果的には頓挫。すでに貸金業を営んでおり個人向けの事業についてはその予定の一部に重複する事業を手がける、フルキャストファイナンスへ金融関連の業務を一本化した。このため、2006年6月1日付で、フルキャストパートナーズは、実体ある事業のないまま設立から1年もたたない段階でフルキャストファイナンスへ吸収合併された。その後、2010年6月、フルキャストホールディングス傘下から離れ債権もフルキャストグループ外に売却されたフォーメイトは、破産宣告を受け経営破綻をした。
西京ライブドア銀行
2005年に、西京銀行と当時のライブドア（後のLDH）による、西京ライブドア銀行（仮称）の設立構想が明らかにされたが、いわゆるライブドアショックに加え、双方に不祥事や赤字決算などの要因が生じたため、2006年に、準備会社設立の解消が発表された。
LINE Bank
2019年5月27日に、LINE Bank設立準備株式会社を設立。銀行業免許が付与された時点で銀行法第6条に基づき、「銀行」を含む社名に変更し、事業を開始する予定。LINEグループの金融持株会社であるLINE Financialとみずほフィナンシャルグループによる合弁銀行。その後、2023年3月30日に開業を断念したことを発表した。6月30日付で解散し、清算手続きが行われている。同様の構想を実現するものとして、2025年2月26日に、LINEアプリで口座開設可能となる、PayPay銀行LINE支店を開設した。

## 海外のネット銀行

### 中国におけるネット銀行
中国では2015年11月に中信銀行（CITIC）と百度（Baidu）が共同出資して百信中信銀行株式会社（資本金20億元）を設立し、2017年8月21日に中国銀行業監督管理委員会（銀監会）からネット銀行の開業許可を得た。持株比率は中信銀行70%、百度30%である。

### 韓国におけるネット銀行
韓国では、2017年にカカオトークを展開するカカオが設立したカカオバンク（Kakao Bank）と、通信大手KTなどが中心になり設立したケイバンク（K Bank）が営業を開始した。

### 台湾におけるネット銀行
台湾では、日本の楽天銀行、楽天カードと台湾IBF Financial Holdingsが合弁で設立した樂天國際商業銀行（Rakuten Bank）、インターネット関連企業LINEが設立した連線商業銀行（LINE Bank Taiwan）、通信大手中華電信などが中心になり設立した將來商業銀行（Next Bank）が、銀行業免許を取得し、開業準備中である。